# ACID Pro
Sony ACID Pro é um software DAW baseado em loops, originalmente publicado pela Sonic Foundry, agora pertencendo a Sony. Este software roda em PCs de todas as versões do Microsoft Windows desde o Windows 2000. É uma ferramenta poderosa na edição de áudio que pode estender ou diminuir som sem alterar seu timbre. ACID Pro atualmente inclui mais de vinte efeitos de áudio em DirectX, emprega a nova tecnologia Media Manager, a ferramenta Beatmapper, e a ferramenta Chopper, assim como a habilidade de mixar em canal surround 5.1.

## história
ACID foi lançado pela primeira vez em 1998 como um sequenciador de música baseada em loop, onde alguém poderia simplesmente arrastar e soltar um arquivo de loop ácido (por exemplo, um loop de bateria ou baixo) em uma trilha em ácido, e esse ciclo se ajusta-se automaticamente para o tempo e a chave da canção, com praticamente nenhuma degradação sonora.
Tornou-se muito popular com os compositores, produtores e DJs no final de 1990 e início de 2000, interessado em criar rapidamente batidas, texturas de música, ou mesmo composições completas e orquestrações, que iria trabalhar com praticamente qualquer tempo ou assinatura de chave, e estes laços faria ajustar automaticamente. Para ser capaz de fazer isso, Ácido Pro da Sony utiliza ou "Acidized" onda arquivos de música especialmente preparados que podem ser preparados utilizando uma ferramenta de edição de áudio, como Sony Sound Forge. (Para mais informações sobre a edição de áudio, ver técnicas de efeitos sonoros).
Desde então, esta técnica looping tem sido adotado pela maioria das outras estações de trabalho de áudio digital no mercado, o que também pode usar esses arquivos de loop Acidized. ACID Pro roda em PCs com todas as versões do Microsoft Windows desde o Windows 2000. Ele inclui atualmente mais de 20 efeitos de áudio DirectX, emprega a nova tecnologia Media Manager, a ferramenta Beatmapper, e a ferramenta de Chopper, bem como a capacidade de misturar em 5.1 surround .
Com Ácido Pro 6 (lançado em Q3-2006), a Sony lançou uma estação de trabalho de áudio digital completo, que inclui também MIDI e gravação de áudio multitrack com suporte total para ASIO, VST, e áudio VSTI, plugins, e as normas de sintetizador de música.
Sonic Foundry vendeu o Vegas, ACID, Sound Forge, Architect CD, Siren, VideoFactory, ScreenBlast, e linhas de produtos conversor de lote a Sony Pictures Digital em julho de 2003.
Ácido Pro 7 inclui agora uma mesa de mistura com faders verticais e mais opções.